# Parafia Świętej Trójcy w Kobyłce
Parafia pw. Świętej Trójcy w Kobyłce – parafia rzymskokatolicka należąca do dekanatu kobyłkowskiego, diecezji warszawsko-praskiej, metropolii warszawskiej Kościoła katolickiego. Erygowana przed 1415. 

## Historia
Kobyłka powstała prawdopodobnie w XIII wieku. Na mapach diecezji płockiej z lat 1250–1350 był w Kobyłce zaznaczony ośrodek duszpasterski. Najstarsze wzmianki archiwalne o istnieniu parafii pochodzą z 1415 roku. Pierwszy kościół drewniany był pw. św. Anny, a następny prawdopodobnie pw. św. Stanisława Biskupa. 
W 1700 roku wieś stała się własnością Aleksandra Załuskiego, wojewody rawskiego. W 1736 roku w Kobyłce zamieszkał bp Marcin Załuski, który w latach 1740–1745 zbudował murowany barokowy kościół pw. Świętej Trójcy, według projektu arch. Guido Antonio Longhiego. 6 sierpnia 1741 roku kościół został konsekrowany. W 1755 roku kościół i parafię objęli Jezuici, którzy przebywali tu do 1773 roku, gdy doszło do kasacji zakonu. 
W 1775 roku parafię przejęli oo. Bernardyni. Podczas powstania kościuszkowskiego została zniszczona wieża wschodnia. W latach 1811–1812 kościół został zdewastowany przez stacjonujące wojska napoleońskie. W 1822 roku przystąpiono do remontu kościoła. W 1873 roku parafia została przejęta przez duchowieństwo diecezjalne. W latach 1888–1908 kościół został gruntownie odremontowany. 
W 1944 roku wojska niemieckie zburzyły wieżę zachodnią, która podczas upadku zniszczyła nawy kościoła. W 1945 roku rozpoczęto odbudowę kościoła, a w latach 1957–1963 nadal ją kontynuowano i odrestaurowano freski. W 1971 spłonął ołtarz główny, podpalony przez włamywacza. W latach 1971–1977 odbudowano ołtarz, dokonano renowacji malowideł i odbudowano dawną wieżę wschodnią.
W 2006 roku został utworzony dekanat kobyłkowski. 18 czerwca 2011 roku kościół otrzymał tytuł bazyliki mniejszej.
Na terenie parafii znajduje się 14 100 wiernych.

### Proboszczowie parafii[3]
- 1873 – ks. Adam Ryttel
- 1873–1884 – ks. Walenty Kalicki
- 1884–1888 – ks. Józef Gock
- 1888–1908 – ks. kan. Franciszek Marmo
- 1908–1934 – ks. kan. Antoni Zagańczyk
- 1934–1936 – ks. Aleksander Kozarzewski
- 1936–1940 – ks. Bolesław Ziemnicki
- 1940–1950 – ks. kan. prof. Władysław Rosłan
- 1950–1957 – ks. kan. Henryk Kwasiborski
- 1957–1963 – ks. prał. Władysław Borowiec
- 1965–1969 – ks. Bogusław Kaniowski
- 1969–1995 – ks. prał. Kazimierz Konowrocki[4]
- 1995–1997 – ks. prał. Władysław Walczewski[5]
- 1997–2020 – ks. prał. Jan Andrzejewski[6]
- 2020 – nadal ks. Jacek Dębski[7]

## Terytorium parafii
- Kobyłka – ulice: Akacjowa, Albańska, Aleja Jana Pawła II, gen. Władysława Andersa, Barbary, Belgijska, gen. Józefa Bema, Białobrzeska, Bolesława Chrobrego, Bolesława Krzywoustego, Bolesława Śmiałego, Jana Brzechwy, Brzozowa, ks. gen. Stanisława Brzóski, Bukowa, Cedrowa, Tytusa Chałubińskiego, Fryderyka Chopina, Cisowa, Czarna, Czarna Kawka, Czarnoleska, Marii Dąbrowskiej, Dębowa, Jana Długosza, Dojazdowa, Duńska, gen. Józefa Dwernickiego, Dworska, Ejtnera, Francuska, Andrzeja Frycza-Modrzewskiego, Bartosza Głowackiego, Gospodarcza, Gościnna, Graniczna, Grecka, Jana Heweliusza, Jabłonkowska, Jałowcowa, Jarzębinowa, Jakuba Jasińskiego, Jaśminowa, Jazłowiecka, Jesionowa, Jezuicka, Kalinowa, Kasztanowa, Kazimierza Odnowiciela, Kazimierza Wielkiego, Ketlinga, Kępna, Jana Kilińskiego, Kmicica, Kobyłkowska, Jana Kochanowskiego, ks. Hugona Kołłątaja, Kombatantów, Stanisława Konarskiego, ks. Kazimierza Konowrockiego, Kontuszowa, Mikołaja Kopernika, ks. Augustyna Kordeckiego, Juliusza Kossaka, Kościelna, gen. Tadeusza Kościuszki, Kraszewska, Krechowiecka, Krótka, Krzywa, Kwiatowa, Legionów Polskich, Leszka, Bolesława Leśmiana, 11 Listopada, Longinusa, Waleriana Łukasińskiego, Józefa Madalińskiego, Mała, Marecka (poza obrębem 09 i 10), ks. Franciszka Marmo, Królowej Marysieńki, Jana Matejki, Adama Mickiewicza, Mieszka I, Mironowska, Modrzewiowa, Stanisława Moniuszki, Nadmeńska, Napoleona, Natolińska, Niecała, Juliana Ursyna Niemcewicza, Niska, Norweska, Cypriana Kamila Norwida, Nowa, Kleofasa Ogińskiego, Okopowa, Oleńki, Karola Olszewskiego, Antoniego Orszagha, Ignacego Jana Paderewskiego, Pałacowa, Pana Tadeusza, Parkowa, Paschalisa, Piaskowa, Piastowska, ks. Kazimierza Pieniążka, Pionierska, Plac 15 Sierpnia, Emilii Plater, Wincentego Pola, Polna, Powstańców, Promienna, Bolesława Prusa, Przyjacielska, Radzymińska, Rasztowska, Mikołaja Reja, Tadeusza Rejtana, ks. Władysława Rosłana, Rumuńska, Rycerska, Rydza-Śmigłego, Serwitucka, Marii Skłodowskiej-Curie, Skrzetuskiego, Słoneczna, Juliusza Słowackiego, Spokojna, Władysława Syrokomli, Szwedzka, Karola Szymanowskiego, Świerkowa, Telimeny, gen. Romualda Traugutta, Jerzego Turka, Urszulki, Ustronie, Ludwika Waryńskiego, Aleksandra Wasia, ks. Marcelego Weissa, Węgierska, Henryka Wieniawskiego, Wierzbowa, Wiesławska, Władysława Jagiełły, Władysława Łokietka, Wołodyjowskiego, Wołomińska, Walerego Wróblewskiego, Wygonowa, Piotra Wysockiego, Zaciszna, ks. Antoniego Zagańczyka, Zagłoby, Zagórna, ks. Marcina Załuskiego, Zamkowa, Zegrzyńska, Zgoda, Zieleniecka, Ziemiańska, Złotopolska, Zygmunta Starego, Źródnik, Adama Żółtowskiego, gen. Franciszka Żymirskiego.